# Некрасов, Виктор Платонович
Ви́ктор Плато́нович Некра́сов (4 (17) июня 1911, Киев — 3 сентября 1987, Париж)  — русский писатель, драматург, журналист. Диссидент. Лауреат Сталинской премии второй степени (1947). Член французского ПЕН-клуба (1975). Член Баварской академии изящных искусств (1983).
Участник Великой Отечественной войны. Капитан (1945).

## Биография

### 1911—1941
Виктор Некрасов по линии матери — потомок древнего аристократического рода Мотовиловых, правнук шведского барона, российского подданного, генерала Антона Вильгельма фон Эрна, венецианских дворян Флориани и дальний родственник Анны Ахматовой со стороны матери, Зинаиды Николаевны Некрасовой (урождённой Мотовиловой).
Виктор Платонович Некрасов родился 4 (17) июня 1911 года в Киеве. Младенца крестили 2 (15) июля 1911 года в соседней церкви Рождества Пресвятой Богородицы (Десятинной) по ул. Владимирской, № 2.

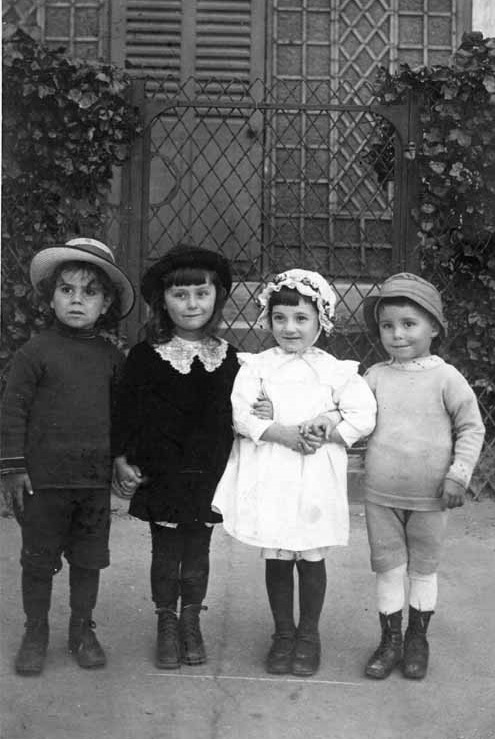
Дети русской колонии. На фото (слева направо): Бобос Кристи, Вика Некрасов, Лена Пятницкая и Тотошка Луначарский. Париж, 20 мая 1914 года

До рождения Виктора его мать Зинаида Некрасова работала врачом и жила со старшим сыном Николаем и своей матерью Алиной Антоновной в Киеве по улице Владимирской, дом № 4, кв. 7. Отец, Платон Феодосиевич Некрасов, банковский служащий, в то время проживал в городе Петропавловске.
В 1912 году Зинаида Некрасова с сыновьями и матерью уехала в Лозанну, а затем и в Париж. Там они общались со многими политическими эмигрантами, в том числе с Луначарскими, Вика Некрасов играл с их сыном Тотошей. В 1915 году семья возвратилась в Киев и поселилась на съёмной квартире по улице Кузнечной, дом № 24, кв. 17.
Отец умер в Красноярске от разрыва сердца летом 1917 года.
В 1919 году из-за голода в Киеве старшего брата Николая отправили в Миргород, к бабушкиному племяннику врачу Сергею Николаевичу Эрну, который устроил его в санаторий, где относительно неплохо кормили. Но в Миргороде Коля попал в руки красногвардейского патруля. Юноша говорил только по-французски, его обвинили в шпионаже, насмерть засекли шомполами и бросили тело в реку.
В 1917—1918 годах Некрасов учился в младшем приготовительном классе коммерческого училища Хорошиловой (ул. Кузнечная, 3), с 1918 по 1919 год — в старшем приготовительном классе смешанной школы (бывшая женская гимназия Игнатьевой; ул. Пушкинская, 32).
В 1926 году окончил 43-ю трудовую школу (ул. Раковского, 25-б, ныне Ярославов Вал), в 1929-м — железнодорожную строительную профшколу по специальности техник путей сообщений (ул. Святославская, 6).
В 1929—1930 гг. Некрасов участвовал в строительстве Киевского железнодорожного вокзала по проекту архитектора А. М. Вербицкого.
С 1930 по 1936 год учился на архитектурном факультете Киевского строительного института (учился у И. Ю. Каракиса, с которым долгие годы поддерживал близкие отношения).
В 1932 году, будучи студентом второго курса, написал письмо архитектору Ле Корбюзье и получил ответ.
Параллельно с учёбой на первых курсах института посещал занятия литературной студии Д. Э. Урина. Тогда состоялось первое выступление в печати — заметка «Мысли вслух о нашем журнале». Как часть обзорной статьи «О нашем журнале» напечатана в журнале «Советский коллекционер» (Москва), 1932, № № 8—10, с. 296—298.
Затем обучался в театральной студии при Киевском театре русской драмы, которую вёл актёр и режиссёр И. П. Чужой. Театральную студию окончил в 1937 году.
В 1936—1938 гг. работал в архитектурных мастерских Киева, в частности по его проекту была построена лестница на Аскольдовой могиле.
В 1937—1938 гг. работал актёром и театральным художником в Железнодорожном передвижном театре под руководством А. В. Роксанова во Владивостоке; в 1938—1940 гг. в Кирове; в 1940—1941 гг. в Ростове-на-Дону.

### Великая Отечественная война
В Ростове Некрасов служил в Театре Красной армии СКВО, выступавшем по военным гарнизонам и армейским лагерям. Как вспоминала актриса Варвара Шурховецкая, служившая в том же театре, после начала Великой Отечественной войны актёры, несмотря на полагавшуюся им бронь, стали проситься на фронт; однако из всей труппы удалось попасть на фронт только Некрасову (по военной специальности он был сапёром, в которых действующая армия испытывала острую нужду).

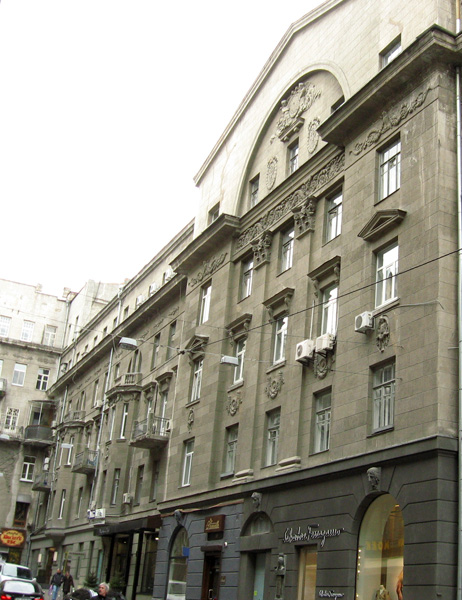
Дом в Киеве, Крещатик № 15, где в 1950—1974 годах жил Виктор Некрасов

Призван Кагановичским РВК Ростовской области 24 августа 1941 года. В 1941—1944 годах Виктор Некрасов был на фронте полковым инженером и заместителем командира сапёрного батальона. В апреле 1942 года — на Юго-Западном фронте под Харьковом. С августа 1942 года — на Сталинградском фронте, участник Сталинградской битвы. В Сталинградской битве, где наступил перелом в войне, Некрасов воевал на самом сложном участке битвы — Мамаевом кургане. В Сталинграде был принят кандидатом в члены ВКП(б). Награждён медалью «За оборону Сталинграда». Автор первого памятника в Сталинграде на могиле командиров 1047 сп 284 сд, погибших в боях за Мамаев курган. IX.1942 — II.1943.
Приказом ВС 62 армии № 97/н от 19 февраля 1943 года старший лейтенант Некрасов, полковой инженер 1047-го стрелкового полка 284 стрелковой дивизии, награждён медалью «За отвагу» за минирование переднего края обороны и укрепления позиций обороны возле завода Метиз.
С апреля 1943 года — на Юго-Западном и 3-м Украинском фронте. 22 июля 1943 года во время боя за село Богородичное, ныне Славянского района Донецкой области, был ранен. Поступил в эвакогоспиталь № 5030 в Баку с ранением верхней трети левого бедра, где лечился в сентябре—ноябре 1943 года. Лечащим врачом Виктора Платоновича была хирург Евгения Александровна Парсаданова. В ноябре 1943 года, когда освободили Киев, она дала ему десять дней отпуска, и хотя рана его ещё не зажила полностью, отпустила к матери, которая оставалась в Киеве. Погостив у мамы, он снова вернулся на фронт. Воевал на Украине, в апреле 1944 года освобождал Одессу. Затем воевал в Польше.
Приказом ВС 8-й гвардейской армии № 221/н от 9 мая 1944 года заместитель командира 88-го гвардейского отдельного сапёрного батальона по строевой части гвардии капитан Некрасов награждён орденом Красной Звезды за восстановление двух разрушенных мостов и переправу через реку Западный Буг двух орудий на построенных силами его подразделения плотах, под исключительным огнём противника.
В июле 1944 года, в Люблине Некрасов был ранен во второй раз немецким снайпером в правую руку, попал в госпиталь. После второго ранения переведён на инвалидность, и в начале 1945 года в звании капитана был демобилизован.

### Литературная и общественная деятельность. 1945—1974
С марта 1945 года по июль 1947 года работал в киевской газете «Радянське мистецтво» заведующим отделом.
В начале 1946 года закончил работу над книгой о войне под названием «На краю земли», переименованной впоследствии «В окопах Сталинграда».
Повесть «В окопах Сталинграда», опубликованная в 1946 году в журнале «Знамя» (1946, № 8—10), была одной из первых правдивых книг о войне.
Книга имела принципиальное значение для дальнейшего развития военной темы в литературе. Она стояла у истоков литературы фронтового поколения, которую потом называли «лейтенантской прозой». Виктор Некрасов был признанным её лидером.
Литературный критик Лазарь Лазарев в воспоминаниях писал о книге своего друга:

В окопах Сталинграда» была книгой, определившей целое направление нашей военной литературы (и не только военной, воздействие её на литературный процесс было куда более широким, литература не делится на автономные, непроницаемые тематические отсеки, завоеванный писателем уровень правды общезначим).
Когда на рубеже 1950-х и 1960-х годов столь заметно заявила о себе литература фронтового поколения, или, как её ещё называли, «лейтенантская литература», сразу же обнаружилось, что у истоков её — повесть «В окопах Сталинграда». Это засвидетельствовали многие прозаики этого призыва — Василь Быков и Григорий Бакланов, Владимир Богомолов и Алесь Адамович, Булат Окуджава и Вячеслав Кондратьев, поддержанные поэтами того же поколения Сергеем Наровчатовым и Константином Ваншенкиным, Григорием Поженяном и Юлией Друниной. Стоит добавить, что исключительное значение этой книги признавали и писатели старшего поколения — Александр Твардовский и Илья Эренбург, Константин Симонов и Александр Бек, Василий Гроссман и Александр Крон.

Современник писателя, литературный критик доктор филологических наук Владимир Лакшин заметил:

Из «Окопов» Некрасова, как из «Шинели» Гоголя, вышла вся наша честная военная проза.

Книга о Сталинградской битве принесла писателю подлинную славу, выдержала множество переизданий общим тиражом более четырёх миллионов экземпляров и была переведена на 36 языков. За эту книгу Виктор Некрасов получил в 1947 году Сталинскую премию 2-й степени. Полагающиеся лауреату премии деньги писатель передал на покупку инвалидных колясок бывшим фронтовикам.
По мотивам повести и по сценарию Некрасова в 1956 году на киностудии «Ленфильм» режиссёром Александром Ивановым был снят художественный фильм «Солдаты», отмеченный премией Всесоюзного кинофестиваля.
В 1947 году Виктор Некрасов был избран заместителем председателя правления Союза советских писателей Украины. Впоследствии был снят с этой должности за отказ участвовать в кампании против космополитизма. В 1948—1950 годах работал специальным корреспондентом «Литературной газеты».
Публиковался в журнале «Новый мир» с 1954 по 1970 год, когда главными редакторами журнала были Константин Симонов (1954—1958) — первая публикация и Александр Твардовский (1958—1970). Всего в журнале было 18 публикаций писателя.
По мотивам повести Виктора Некрасова «В родном городе» на киностудии «Ленфильм» режиссёром Владимиром Венгеровым поставлен кинофильм «Город зажигает огни» (1958).
10 октября 1959 года в «Литературной газете» в рубрике «Писатель предлагает» была напечатана статья Некрасова «Почему это не сделано? (О памятнике погибшим в Бабьем Яру в Киеве)» с протестом против планов соорудить там парк и стадион, «засыпать овраг глубиною в 30 метров и на месте величайшей трагедии резвиться и играть в футбол?»
В 1961 году в журнале «Новый мир» была опубликована повесть «Кира Георгиевна».
В апреле 1957 года посетил Францию и Италию, в ноябре 1960 — США и Бельгию, в апреле 1962 — Италию. Свои впечатления писатель описал в путевых заметках «По обе стороны океана. В Италии — в Америке» («Новый мир», 1962, № 11, с. 112—148; № 12, с. 110—152), за которые в разгромной статье Мэлора Стуруа «Турист с тросточкой» был обвинён в «низкопоклонстве перед Западом».
После того, как в «Новом мире» (1967, № 8) был опубликован очерк В. П. Некрасова «Дом Турбиных», люди потянулись к этому дому. Дом называют не по фамилии тут жившего автора романа «Белая гвардия» Михаила Булгакова, а по фамилии «живших» здесь его героев. Дом Турбиных стал современной легендой Андреевского спуска.
В 1966 году подписал письмо 25 деятелей культуры и науки генеральному секретарю ЦК КПСС Л. И. Брежневу против реабилитации Сталина.
В сентябре 1966 года писатель выступил на стихийном митинге в связи с 25-летней годовщиной начала проводившихся силами нацистской Германии массовых расстрелов в Бабьем Яре. За год до смерти Некрасов, вспоминая о событиях того года, завершил опубликованную в газете «Новое русское слово» (Нью-Йорк, 28 сентября 1986 года) статью «Бабий Яр, 45 лет» словами: «Здесь расстреляны люди разных национальностей, но только евреи были убиты за то, что они — евреи…».
Некрасова стали обвинять в организации «массовых сионистских сборищ». Даниил Гранин вспоминал о словах Н. С. Хрущёва, произнесённых по этому поводу: «В Бабьем Яре погибли и русские. Кого больше? Если мы будем этим заниматься, то породим рознь».
Из-за критических публичных высказываний и контактов с российскими и украинскими диссидентами в 1968 году получил партийное взыскание. В январе 1972 года в киевской квартире Некрасова впервые был проведён обыск, во время которого у него забрали заграничные издания книг — «Доктор Живаго» Пастернака, «В круге первом» Солженицына, «Новый класс» М. Джиласа. 21 мая 1973 года на заседании Киевского горкома КПУ был исключён из КПСС. При двухдневном домашнем обыске у Некрасова 17—18 января 1974 года  КГБ были изъяты все рукописи и «идеологически вредная» литература, изданная за рубежом; на протяжении последующих шести дней писатель подвергался многочасовым допросам.
Последняя в СССР книга Некрасова — «В жизни и в письмах» вышла в 1971 году. После этого на издание его новых книг был наложен негласный запрет, а по приказу Главлита № 31 от 13 августа 1976 года из библиотек стали изыматься и все ранее вышедшие книги.

### Эмиграция
В течение марта—мая 1974 года в отношении Некрасова было проведено несколько провокаций: он задерживался милицией на улицах то Киева, то Москвы якобы для установления его личности, после чего его отпускали то с извинениями, то без них. 20 мая 1974 года Некрасов написал персональное письмо Брежневу, в котором, упомянув обо всех этих провокациях, констатировал: «Я стал неугоден. Кому — не знаю. Но терпеть больше оскорблений не могу. Я вынужден решиться на шаг, на который я никогда бы при иных условиях не решился бы. Я хочу получить разрешение на выезд из страны сроком на два года». Не дождавшись ответа, 10 июля 1974 года Виктор Некрасов и его жена Галина Базий подали документы на выезд из СССР для поездки к родственнику в Швейцарию на три месяца. 29 мая Киевским отделением Союза писателей Украины был исключён из организации «за поведение, несовместимое с высоким званием советского писателя» (решение утверждено Президиумом СП УССР 3 января 1975). 28 июля Некрасову сообщили из ОВИРа, что просьба его будет удовлетворена, вслед за чем он получил разрешение на выезд за границу в Лозанну (Швейцария). Вызов в Швейцарию Виктору Некрасову оформил Николай Ульянов (родной дядя). 12 сентября 1974 года, имея на руках советские загранпаспорта сроком на пять лет, Некрасов с женой вылетели из Киева в Цюрих с визой на 90 дней.
В Швейцарии Виктор Некрасов встречался с Владимиром Набоковым. Далее жил в Париже, вначале у Марии Розановой и Андрея Синявского, затем на съёмных квартирах. Летом 1975 года был приглашён писателем Владимиром Максимовым на должность заместителя главного редактора журнала «Континент» (1975—1982), сотрудничал вместе с Анатолием Гладилиным в парижском бюро радиостанции «Свобода». Сотрудничал с газетами «Русская мысль» (Париж), «Новое русское слово» (Нью-Йорк) и с другими периодическими изданиями.

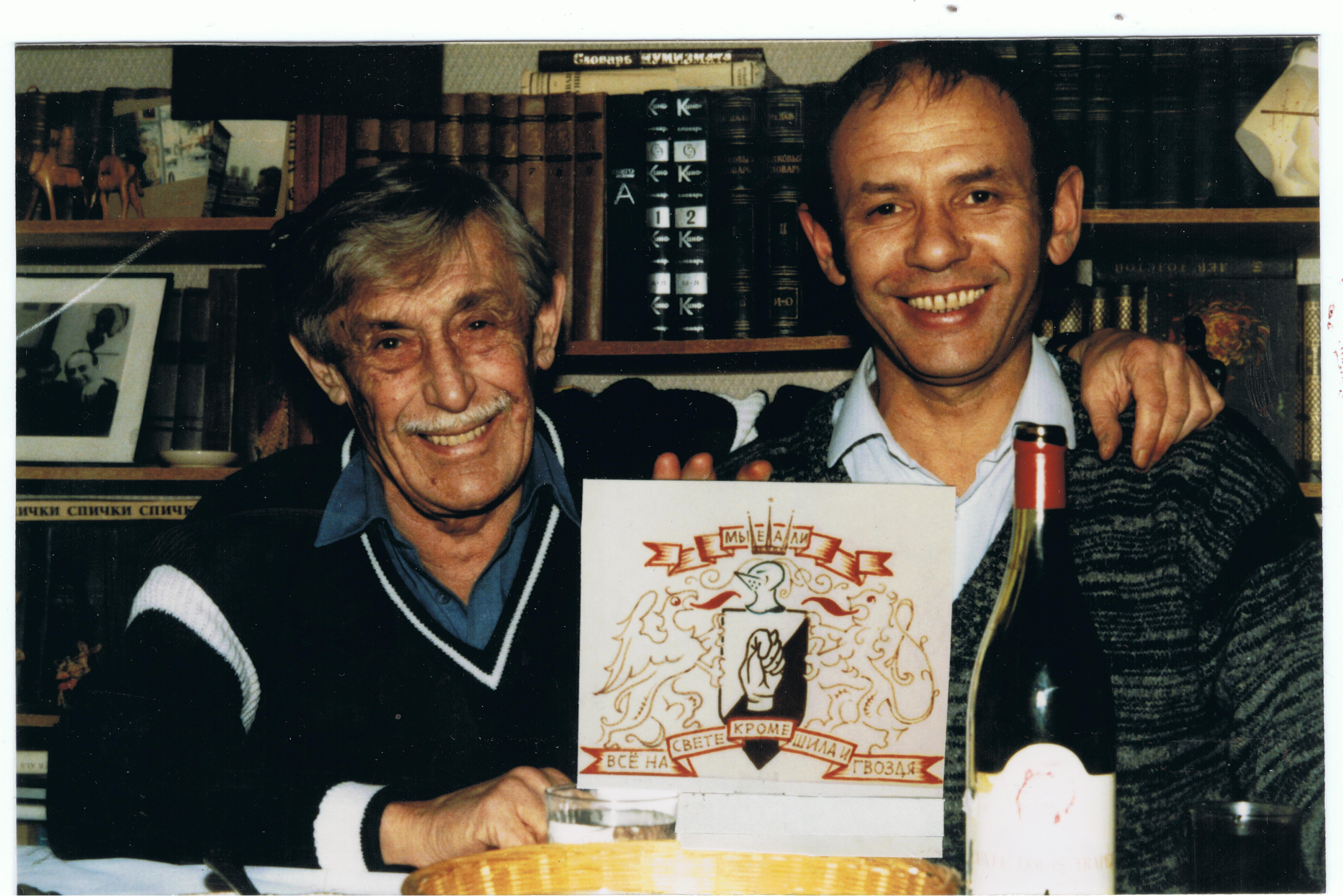
Виктор Некрасов и Виктор Кондырев

После отъезда Виктора Некрасова и Галины Базий за границу пасынок Некрасова (сын Базий от первого брака) Виктор Кондырев с женой и сыном остался в Кривом Роге: ему права на выезд не давали. Некрасов обратился за помощью к Луи Арагону, которого советское руководство собиралось наградить орденом Дружбы народов. Тот пришёл в советское посольство и заявил, что публично откажется от ордена, если Кондырева не выпустят из СССР. Эта угроза подействовала, и Кондыреву с его семьёй в 1976 году дали разрешение уехать в Париж — к матери и отчиму.
В СССР все книги Виктора Некрасова в 1976 году были уничтожены, а единственные их экземпляры оказались в сейфах «спецхрана», где хранились до 1989 года, в газетах и по радио Некрасова называли «врагом». В спецхран попала и переписка Некрасова — в частности его письма к Е. С. Булгаковой, переданные в «булгаковский фонд» «Ленинки».
В мае 1979 года Виктор Некрасов был лишён советского гражданства «за деятельность, несовместимую с высоким званием гражданина СССР». В 1983 году стал гражданином Франции. В последние годы жил вместе с женой на площади Кеннеди в Ванве (пригород Парижа), в одном доме с семьёй своего пасынка Виктора Кондырева.
Последним крупным произведением писателя стала «Маленькая печальная повесть».
Виктор Некрасов скончался от рака лёгких в Париже 3 сентября 1987 года. Похоронен на кладбище Сент-Женевьев-де-Буа.
В изголовье могилы установлена гранитная табличка с прикреплённым крупным снарядным осколком, подобранным В. П. Некрасовым в 1947 году на Мамаевом кургане, где он воевал в Сталинграде.

### Прижизненные издания книг на русском языке
- В окопах Сталинграда. — М.: Сов. писатель, 1947. — 248 с. (Не менее 26 прижизненных изданий.)
- Испытание (Опасный путь): Пьеса. Написана вскоре после войны, поставлена в 1949 году Московским театром имени К. С. Станиславского. Опубликована в киевском журнале «Радуга». — 1970. — № 8. — С. 52—90[56].
- В родном городе: Повесть. — М.: Мол. гвардия, 1955. — 262 с.
- Первое знакомство: Из зарубежных впечатлений / [Рис. и фото автора]. — М.: Сов. писатель, 1960. — 207 с., 16 л. ил.
- Судак. — М.: Гослитиздат, 1960. — 55 с.
- Вася Конаков: Рассказы. — М.: Воениздат, 1961. — 223 с.
- Избранные произведения: Повести, рассказы, путевые заметки. — М.: Гослитиздат, 1962. — 687 с.
- Кира Георгиевна: Повесть. — М.: Сов. писатель, 1962. — 150 с.
- Вася Конаков: Рассказы. — Київ: Дніпро, 1965. — 287 с.
- Вторая ночь: Рассказы. — М.: Сов. Россия, 1965. — 119 с.
- Месяц во Франции. М., 1965.
- Путешествия в разных измерениях. — М.: Сов. писатель, 1967. — 439 с.
- В жизни в письмах: Рассказы. — М.: Сов. писатель, 1971. — 255 с.
- Записки зеваки. — Frankfurt/Main: Посев, 1976. — 174 с.
- Взгляд и нечто. — [Berlin, 1977]. — [186] с.
- По обе стороны Стены // Континент. — 1978—1979. — № 18—19.
- Из дальних странствий возвратясь… // Время и мы. — 1979—1981. — № 48-49, 61.
- Сталинград. — Frankfurt/Main: Посев, 1981. — 456 с.
- Саперлипопет, или Если бы да кабы, да во рту росли грибы… — London: Overseas publ. interchange, 1983. — 112 c.
- По обе стороны стены: Повести и рассказы. — New York: Effect, 1984. — 213, [6] с.
- Маленькая печальная повесть = A story short and sad / вступ. ст. Михаила Геллера. — London: Overseas publ. interchange, 1986. — 88 с.

## Экранизации произведений и документальные фильмы по сценариям Некрасова[57]
- Художественный фильм «Солдаты», по книге Виктора Некрасова «В окопах Сталинграда», «Ленфильм», 1956. Режиссёр А. Г. Иванов. Сценарий В. П. Некрасова.
- Художественный фильм «Город зажигает огни», по мотивам повести Виктора Некрасова «В родном городе»), «Ленфильм», 1958. Режиссёр и сценарист Владимир Венгеров. Премьера фильма состоялась 21 июля 1958 года.
- Документальный фильм «Неизвестному солдату», Киевская студия документальных фильмов, 1961, 5 частей. Режиссёр Р. А. Нахманович. Сценарий В. П. Некрасова. О неизвестных героях Великой Отечественной войны. Фильм создан к 20-летию начала войны и посвящен памяти погибших солдат.
- Документальный фильм «Сын солдата», Киевская студия документальных фильмов, 1962, 2 части. Режиссёр Р. А. Нахманович. Сценарий В. П. Некрасова. О старшине Черноморского флота В. Кирнове, отец которого погиб на войне. Фильм получил приз и диплом Лейпцигского кинофестиваля.
- Документальный фильм «Жил человек…», Киевская студия документальных фильмов, 1964, 2 части. Режиссёры Р. А. Нахманович, Г. И. Снегирёв. Сценарий В. П. Некрасова. О фронтовом санинструкторе, киевлянке Елене Ковальчук вспоминают мать, бывшие бойцы и подруги.
- Документальный фильм «38 минут в Италии», Центральная студия документальных фильмов (Москва), 1965, 4 части. Режиссёр И. С. Гутман. Сценарий В. П. Некрасова. Видовой фильм, рассказывающий об истории и достопримечательностях Италии. Текст читает В. П. Некрасов.
- Документальный фильм «Обычная жизнь Буэнос-Айреса…», Центральная студия документальных фильмов (Москва), 1966, 2 части. Режиссёр И. С. Гутман. Сценарий В. П. Некрасова. Кинорепортаж о жизни Латинской Америки.
- Документальный фильм «И снова белый цвет каштанов…», Киевская студия документальных фильмов, 1973, 3 части. Фильм о Киеве и киевлянах. Посвящен 30-летию освобождения Киева от немецко-фашистских захватчиков. Режиссёр Р. А. Нахманович. Сделан на материалах, отснятых для фильма «Киеву — 2000 лет» (по сценарию В. П. Некрасова), закрытого по распоряжению Госкино.
- Документальный фильм «Продавец игрушек», Киевская студия документальных фильмов, 1973, 1 часть. О детях войны и современных детях, о ветеране войны, продавце отдела игрушек киевского универмага Людмиле Алексеевой. Режиссёр Р. А. Нахманович. Сделан на материалах, отснятых для фильма «Киеву — 2000 лет» (по сценарию В. П. Некрасова), закрытого по распоряжению Госкино. Фильм «Продавец игрушек» не был принят на союзный экран.
- Художественный фильм «Многоточие», киностудия «Демарш», 2006. Режиссёр Андрей Эшпай, сценаристы Эльга Лындина и Андрей Эшпай. По мотивам повести Виктора Некрасова «Кира Георгиевна» и рассказа «В высшей степени странная история».

- Кроме вышеперечисленных фильмов, была снята любительская и шутливая кинопародия «Паола и роман», 1960. Бесхитростный сценарий был составлен Леонидом Волынским и Виктором Некрасовым, который режиссировал фильм и исполнял главную мужскую роль вора Тото. Роль главной героини в фильме была отведена киевской писательнице Паоле Утевской. Лента была снята в 1960 году и в том же году смонтирована, уже в Киеве, Леонидом Волынским. Съёмка же происходила в Ялте, во время отдыха в Доме творчества писателей[58].

## Пьесы
- Пьесы и театральные инсценировки произведений Виктора Платоновича Некрасова

## Награды и премии
- орден Красной Звезды (09.05.1944)
- орден «Знак Почёта» (24.11.1960)
- медаль «За отвагу» (19.02.1943)
- медаль «За оборону Сталинграда» (15.05.1943)
- медаль «За победу над Германией в Великой Отечественной войне 1941—1945 гг.»
- юбилейная медаль «Двадцать лет Победы в Великой Отечественной войне 1941—1945 гг.»
- кавалер ордена Искусств и литературы (февраль 1986, Франция)
- Сталинская премия второй степени (1947) — за повесть «В окопах Сталинграда»

## Фотографии и портреты[59]

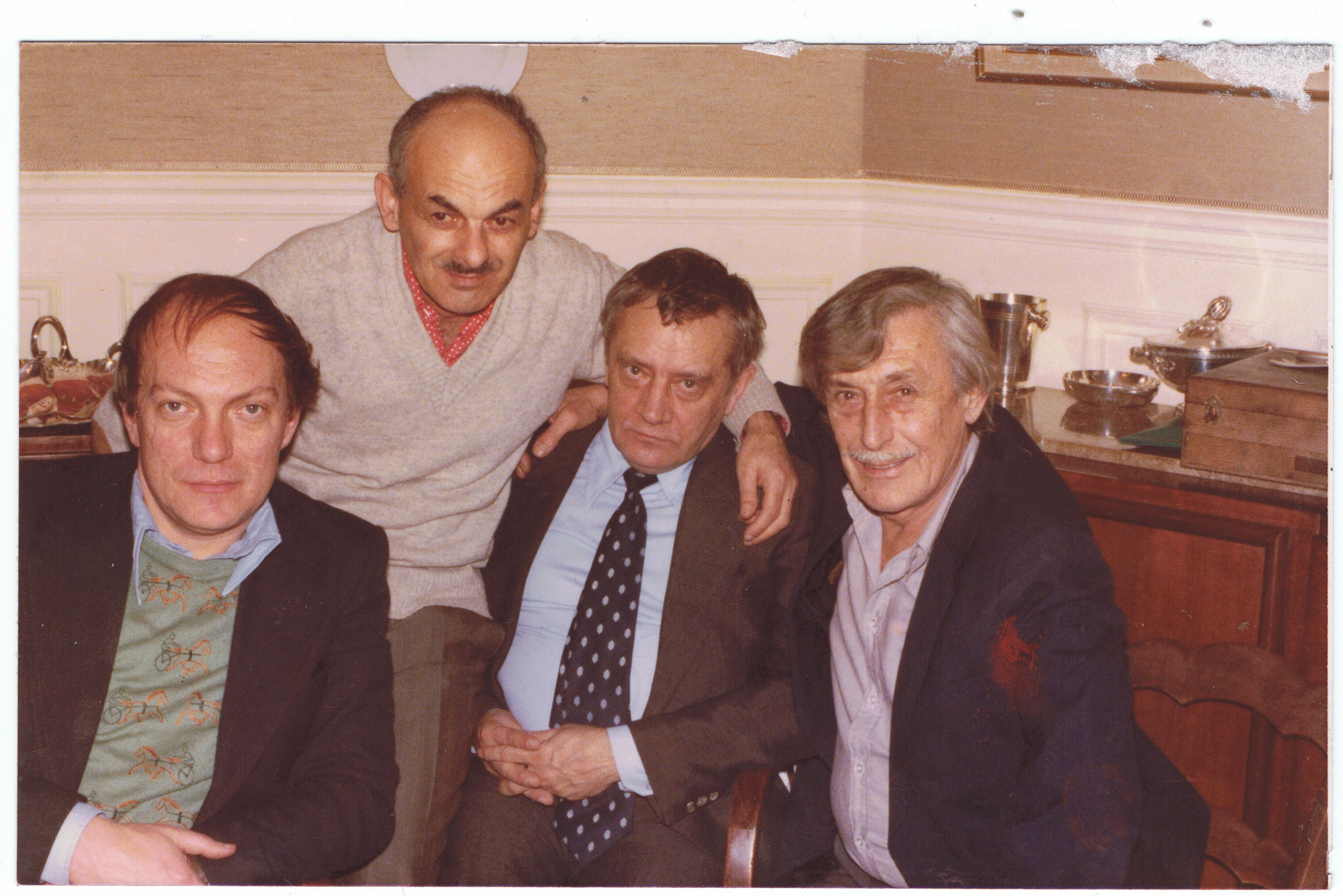
Анатолий Гладилин, Булат Окуджава, Владимир Максимов, Виктор Некрасов, Париж, декабрь 1978.
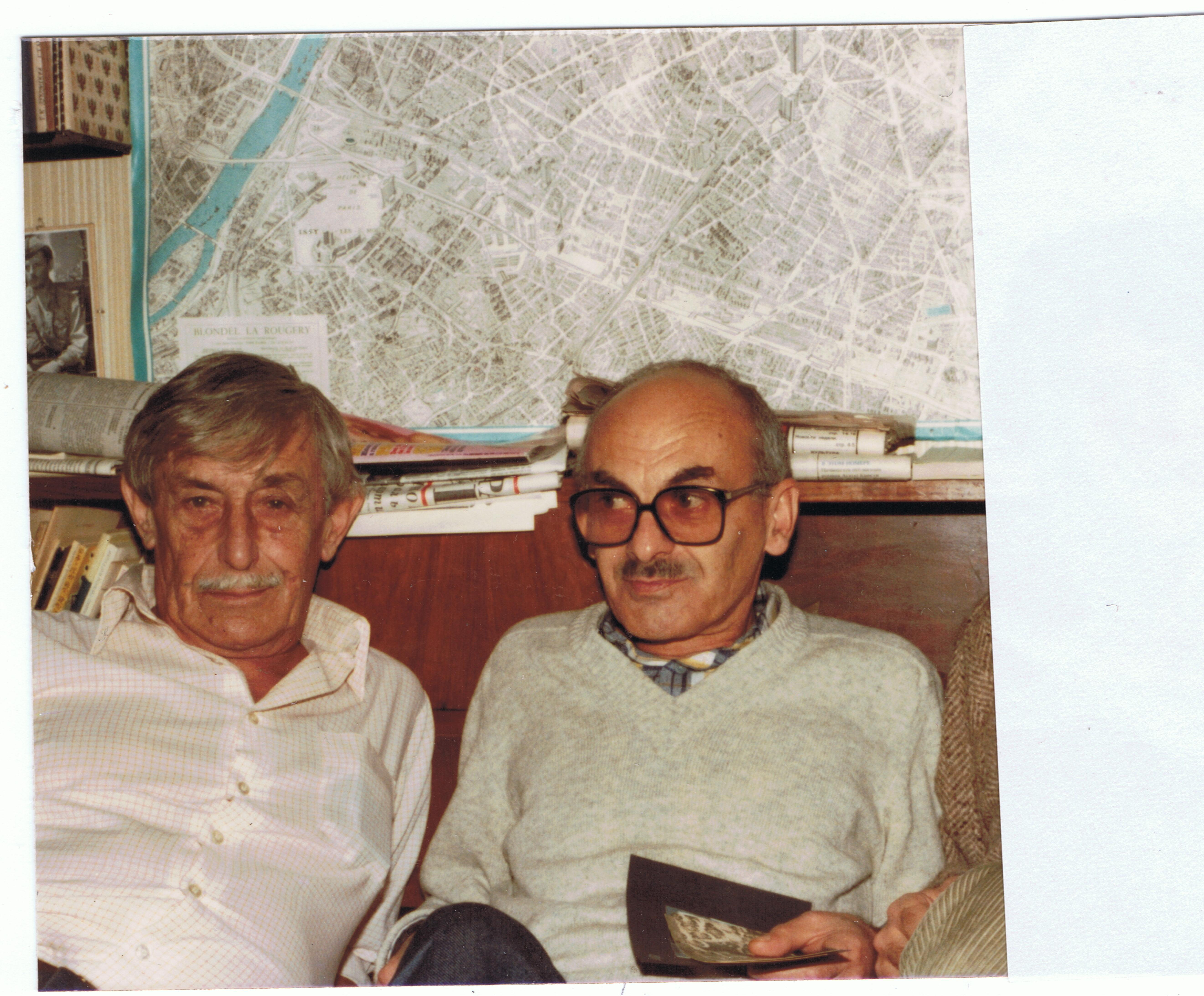
Виктор Некрасов и Булат Окуджава в кабинете Некрасова, Ванв, 22 ноября 1981 года.
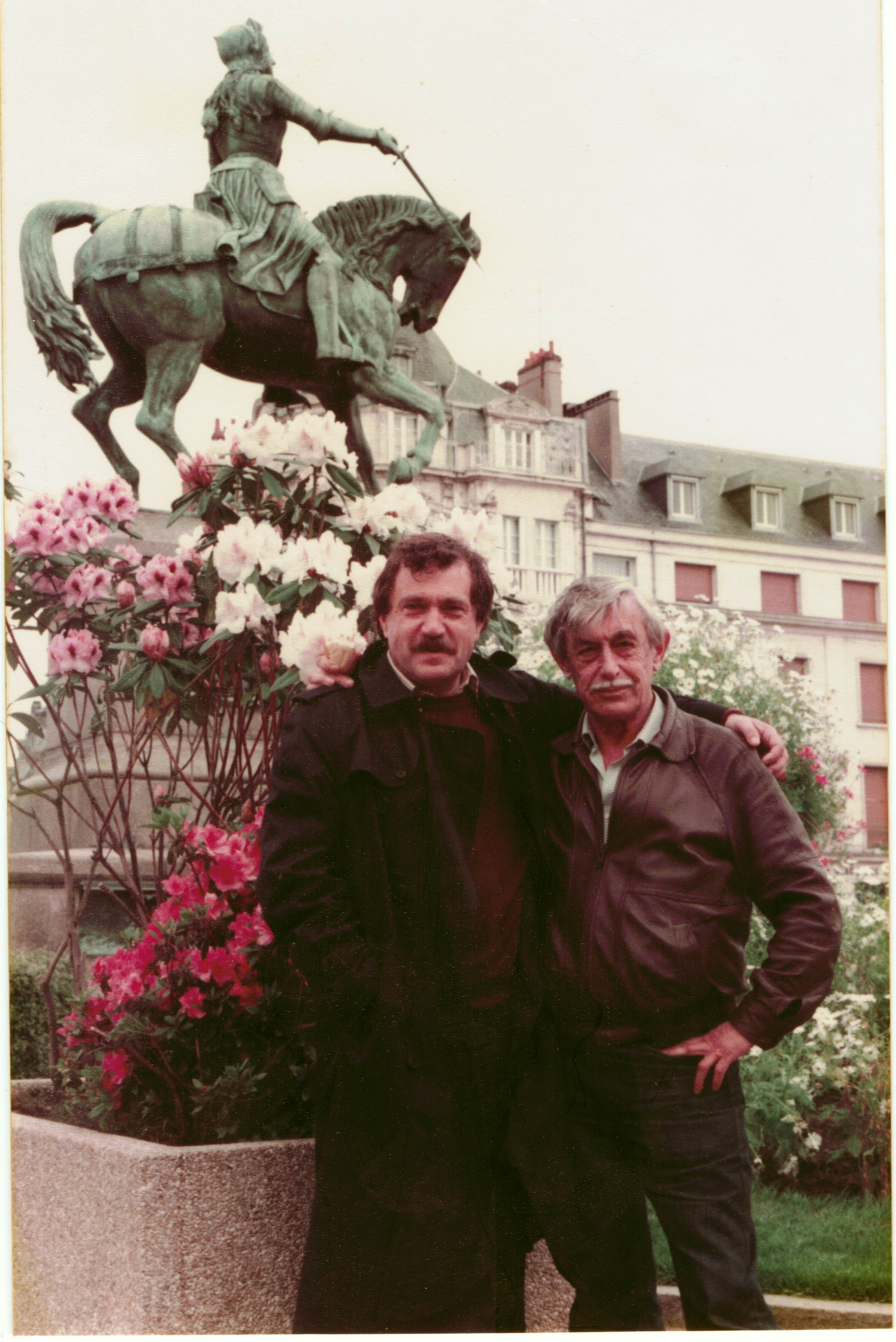
Василий Аксенов и Виктор Некрасов, Орлеан, апрель 1983.
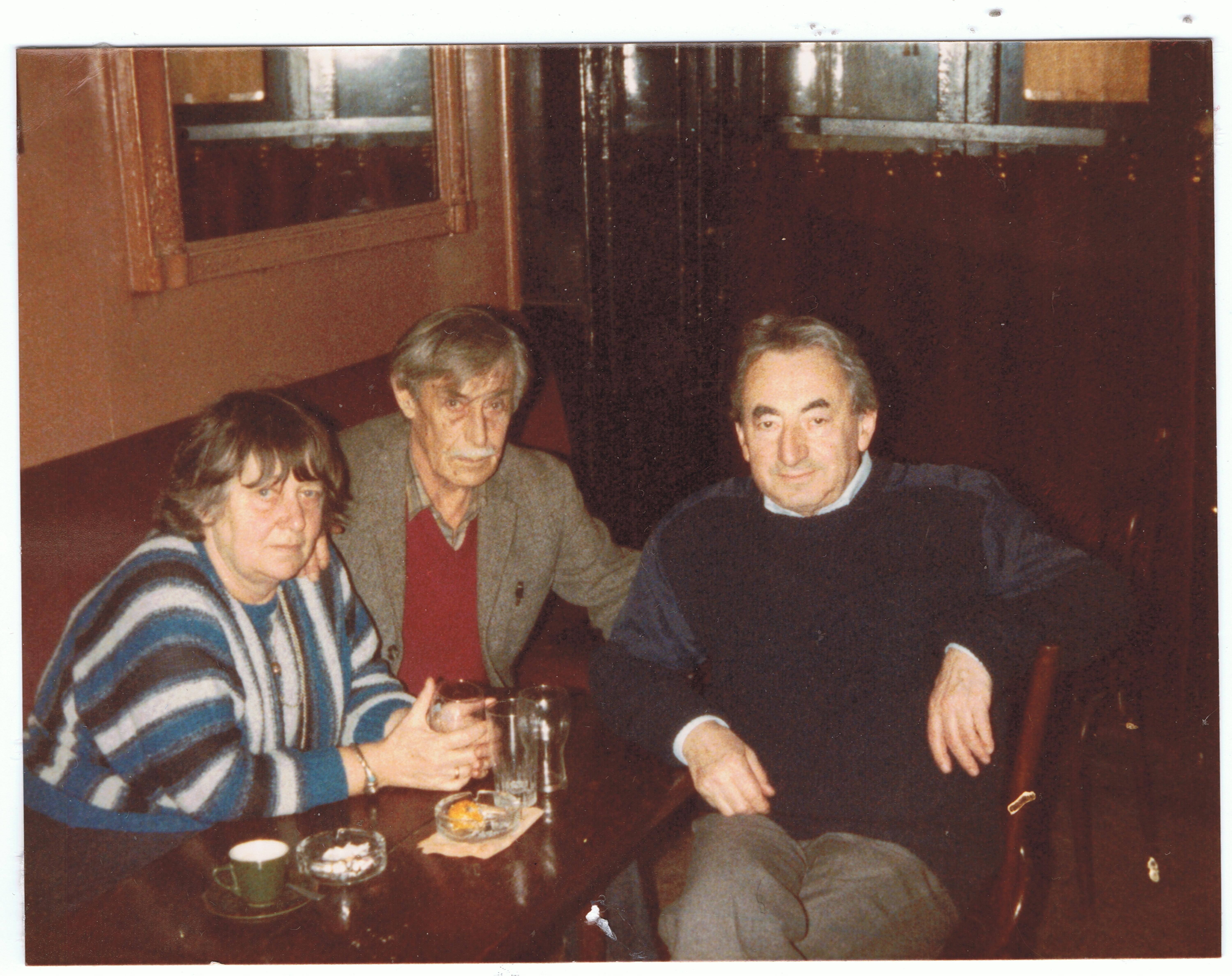
Лилианна Лунгина, Виктор Некрасов, Семён Лунгин, Париж, 1985.

## Память

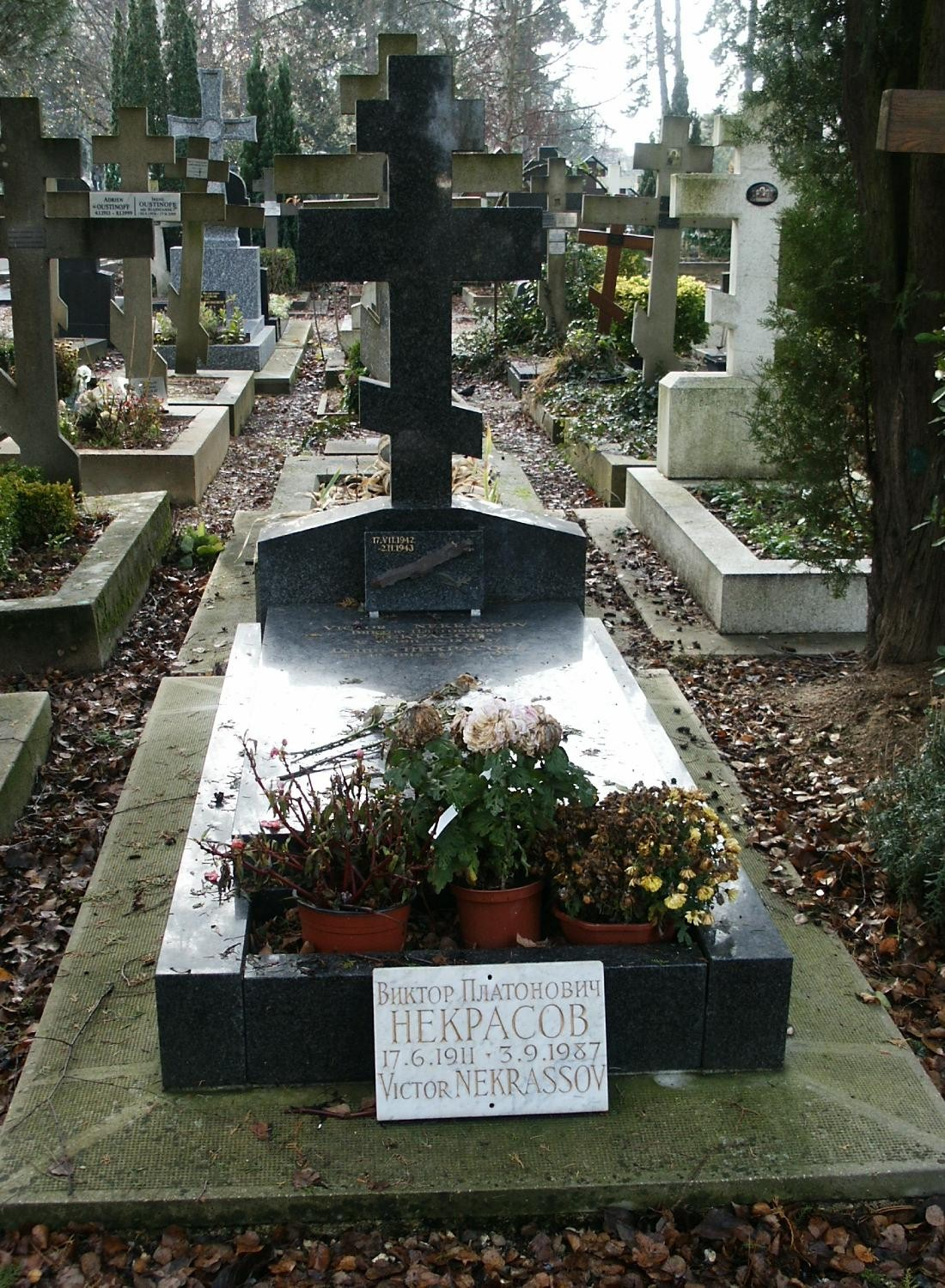
Могила В. Некрасова на кладбище Сент-Женевьев-де-Буа

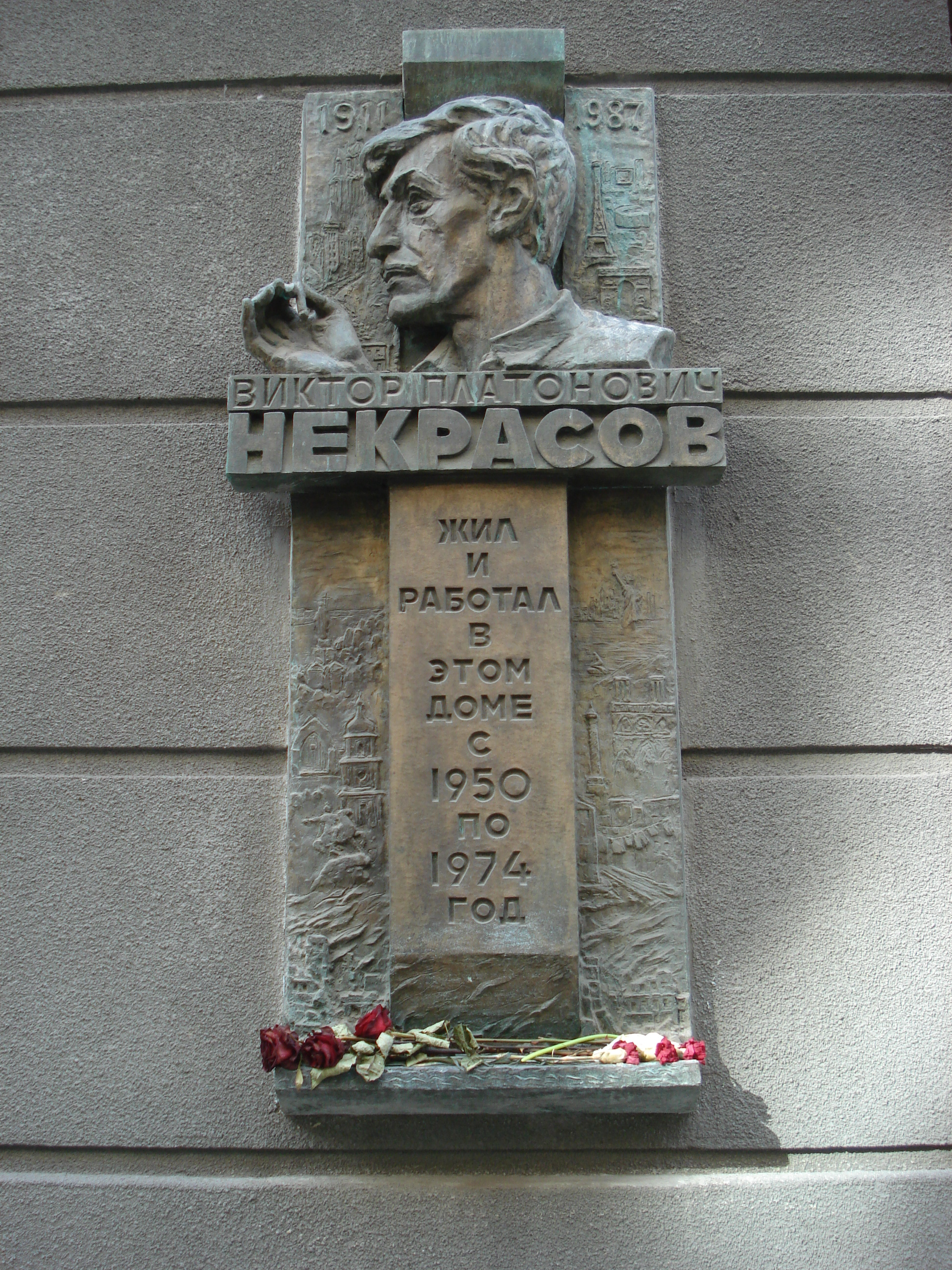
Мемориальная доска в Киеве, Крещатик, 15

Мемориальная доска в Ростове-на Дону

- Мемориальная доска на ул. Крещатик, 15[60] (где с 1950 по 1974 год, в квартире № 10 жил Виктор Некрасов). 18 октября 1990 г. у входа в подъезд № 2 (справа) была торжественно открыта мемориальная доска В. П. Некрасову. Скульптор — Валентин Евгеньевич Селибер, архитектор Валерий Александрович Романов[61]
- Библиотека им. Виктора Платоновича Некрасова — 2 октября 1997 года библиотеке в Киеве по улице Ярославская было присвоено имя писателя Виктора Платоновича Некрасова[62].
- В Киевском Музее Одной Улицы на отдельном стенде выставлены фотографии и автографы писателя. После его очерка «Дом Турбиных», опубликованного в «Новом мире», началась новая жизнь этой улицы.
- 3 сентября 2002 г. на фасаде Дома офицеров Южного военного округа в Ростове-на-Дону (Буденновский проспект, 34) торжественно открыта памятная доска писателю-фронтовику Виктору Некрасову, который с 1940 по 1941 год работал в Театре Красной Армии, располагавшемся в здании Дома Офицеров.[63]

### 100-летие со дня рождения
- Учреждена Премия русскоязычных писателей Израиля им. Виктора Платоновича Некрасова в связи со 100-летием писателя (2011)[64].
- Комиссия по вопросам переименований и памятных знаков приняла решение о присвоении бульвару Давыдова имени Виктора Некрасова[65].
- «Укрпочта» выпустила почтовый конверт с портретом В. Некрасова. (художник — Георгий Варкач)[66].
- 14 июня 2011 года в Национальном музее литературы Украины (Киев, ул. Богдана Хмельницкого, 11) прошёл Вечер памяти Виктора Некрасова «Вся жизнь в окопах» приуроченный к 100-летию писателя. Среди прочего, воспоминаниями о знаменитом писателе поделились Василий Скуратовский, Татьяна Рогозовская, Юрий Виленский, Илья Левитас, Дмитрий Червинский и др.
- 17 июня 2011 года в библиотеке им. Н. А. Добролюбова в Нижнем Новгороде состоялся литературно-патриотический час «Он, защищавший Сталинград, похоронен в Париже»[67].
- 18 января 2012 года в Национальном музее литературы Украины (Киев, ул. Богдана Хмельницкого, 11) состоялся Вечер памяти писателя и правозащитника Виктора Некрасова. Организаторы — Украинский ПЕН-клуб и Литературно-мемориальный музей Михаила Булгакова. Своими воспоминаниями и размышлениями поделились Владимир Крыжановский, Лесь Танюк, Семён Глузман, Евгений Сверстюк, Александр Парнис, Татьяна Рогозовская, Юрий Виленский и другие. Был показан документальный фильм «Вся жизнь в окопах» (режиссёр — Елена Якович), посвящённый жизни и правозащитной деятельности писателя.

### 105-летие со дня рождения
Мероприятия, посвящённые юбилею писателя-фронтовика, были включены в программу Недели памяти, приуроченной к 75-летию начала Великой Отечественной войны:
- «Я и теперь иногда гуляю по Крещатику…»: Заседание клуба «Киевлянин». Были приглашены друзья Виктора Некрасова. Библиотека им. Н. В. Гоголя, Киев, ул. Большая Васильковская, 136. 19 мая 2016 г. (укр.)
- Вечер в день рождения Некрасова 17 июня 2016 года в Киеве в концертном зале Российского Центра науки и культуры;
- Вечер в день начала Великой Отечественной войны 22 июня 2016 года в отделе искусств Киевской публичной библиотеки им. Леси Украинки.

## Мировое признание
- Повесть «В окопах Сталинграда» единственный раз вышла отдельной книгой в СССР под названием «Сталинград» в издательстве «Московский рабочий» (М., 1946), была удостоена Сталинской премии 2-й степени за 1946 год. Она переиздавалась общим тиражом более четырёх миллионов экземпляров и была переведена на 36 языков[69].
- 22 мая 2009 года открыт монумент в мемориальном парке в г. Бней-Аиш (Израиль) с именами ныне уже покойных выдающихся неевреев, боровшихся против антисемитизма, и имя В. П. Некрасова стоит на первом месте в списке[70].
- 23 октября 2015 года американский литературный критик Майкл Джонс на страницах The Wall Street Journal назвал пять лучших в мире книг о Второй мировой войне и на первом месте отметил книгу В. П. Некрасова «В окопах Сталинграда»[71].

## Семья
- Отец — Платон Федосеевич Некрасов (1878—1917) — банковский служащий[72].
- Мать — Зинаида Николаевна Некрасова (в девичестве Мотовилова; 24 июня 1879 года — 7 октября 1970 года, Киев) — врач-фтизиатр, дальняя родственница Анны Ахматовой[72][73][74]. Ей было посвящено стихотворение Леонида Киселёва «Осенний город»[75]
- Брат — Николай Платонович Некрасов (1902—1918)[76]
- Бабушка — Алина Антоновна Мотовилова (1857—1943)[77]
- Дед — Николай Иванович Мотовилов (1855—1888)[76]
- Тётя — Софья Николаевна Мотовилова (1881—1966)[76]
- Тётя — Вера Николаевна Ульянова (Мотовилова) (1885—1968)[76]
- Дядя — Николай Алексеевич Ульянов (1881—1977)[76]
- Жена — Галина Викторовна Базий (1914—2001)[76]
- Пасынок — Виктор Леонидович Кондырев (род. 1939)[76]